# San Gennaro Vesuviano
San Gennaro Vesuviano är en ort och kommun i storstadsregionen Neapel, innan 2015 provinsen Neapel, i regionen Kampanien i Italien. Kommunen hade 11 910 invånare (2017).